# Narodowy Bohater Azerbejdżanu
Narodowy Bohater Azerbejdżanu (azer. Azərbaycan milli qəhrəmanı) – odznaczenie cywilne (tytuł i order) nadawane przez prezydenta Azerbejdżanu za bohaterstwo, wybitne osiągnięcia, działania dotyczące obrony i wolności Azerbejdżanu.
Order Narodowego Bohatera Azerbejdżanu jest najwyższym azerskim odznaczeniem państwowym. Został ustanowiony 25 marca 1992 przez prezydenta Əbülfəza Elçibəya.

## Odznaczeni
Wśród odznaczonych są m.in.: Mübariz Əhmədov, Riad Əhmədov, Əmiraslan Əliyev, Nadir Əliyev, Salatın Əsgərova, Allahverdi Bağırov, Faiq Cəfərov, Eldar Məmmədov, Bəhruz Mənsurov, Çingiz Mustafayev, Alı Mustafayev, Asif Məhərrəmov, Əlif Hacıyev, Şahin Tağıyev.